# Mikołaj Sokół
Mikołaj Sokół (ur. 22 kwietnia 1979 w Warszawie) – polski dziennikarz i komentator sportowy. Jego specjalnością jest Formuła 1. Od sezonu 2006 regularnie obecny na wyścigach Grand Prix.
W latach 2023-2024 komentował wyścigi Formuły 1 w Viaplay, wcześniej w sezonach 2016-2022 oraz ponownie od sezonu 2025 komentuje je w Eleven Sports oraz na antenie Polsatu w latach 2005-2008. Gościnnie pojawiał się w telewizji Motowizja w ramach transmisji z rajdów serii WRC. Prowadzi autorską stronę internetową Sokolim Okiem wraz z analogicznie nazwanym kanałem na platformie YouTube. Tłumaczy na język polski magazyn „F1 Racing” – miesięcznik w całości poświęcony Formule 1, który ukazuje się na polskim rynku od 2004. Od 2006 współpracuje z „Rzeczpospolitą”, od 2014 z miesięcznikiem „Auto Moto Technika”.

## Kariera
Od najmłodszych lat pasjonat Formuły 1. Karierę dziennikarza rozpoczął w 1999 od współpracy z tygodnikiem „Motor”, z którym związany był do 2008, a w latach 2001–2005 odpowiadał w nim za dział sportowy. Od 2004 współpracuje z polską edycją brytyjskiego miesięcznika „F1 Racing”. W latach 2005–2006 redaktor prowadzący miesięcznika „Top Speed”. Od 2005 do 2010 współpracował z miesięcznikiem „Auto Technika Motoryzacyjna”, a od 2014 publikuje w nowym wcieleniu czasopisma o nazwie „Auto Moto Technika”. Od 2006 współpracownik „Rzeczpospolitej”. W latach 2008–2016 współpracował z polską edycją brytyjskiego miesięcznika „Top Gear”, pisząc artykuły o motorsporcie oraz felietony „Sokolim Okiem” o Formule 1.
Od 2007 do 2009 wraz z Andrzejem Borowczykiem komentował wyścigi Formuły 1 w Polsacie. Do współpracy z tą stacją wrócił w latach 2014–2015, występując jako ekspert w wywiadach przed wyścigami. W latach 2016–2022 był komentatorem, ekspertem i reporterem Formuły 1 w Eleven Sports. W 2023 przeszedł do zespołu redakcyjnego platformy streamingowej Viaplay Polska, która pozyskała prawa na wyłączność do transmisji zawodów Formuły 1 w Polsce na lata 2023-2025. W 2023 został także komentatorem Rajdowych mistrzostwa świata WRC na antenie Motowizji.
W latach 2008–2011 był redaktorem naczelnym portalu Pit Stop. Od 2011 do 2013 współpracował z portalem Onet.pl, tworząc m.in. magazyn wideo „Sokolim Okiem”. W 2011 roku założył stronę internetową Sokolim Okiem, specjalizującą się w Formule 1.
Tłumacz „Encyklopedii Formuły 1” i autor rozdziału o Robercie Kubicy (2007, Wydawnictwo Naukowe PWN). Autor wydawnictw DVD „Robert Kubica. Droga na szczyt” (2006) oraz „Robert Kubica – kariera sportowa” (2006), współautor książki z płytą DVD „Robert Kubica. Moja pasja” (2008, wydawnictwo Agora). Wykonał korektę merytoryczną książek o Formule 1 wydawanych przez Wydawnictwo Sine Qua Non: „Mark Webber. Moja Formuła 1”, „Wieczny Ayrton Senna”, „Rywalizacja totalna. Wojny za kulisami F1”, „Enzo Ferrari: Wizjoner z Maranello”, „Mechanik. Kulisy padoku F1 i tajemnice rywalizacji”.

## Starty w rajdach
Startował amatorsko w rajdach samochodowych jako pilot, w latach 2004–2005 jeździł z Tomaszem Ostrowskim w Rajdowym Samochodowym Pucharze PZM. Pilotował Roberta Kubicę w samochodzie funkcyjnym „0” w Rajdzie Wawelskim 2005.

## Nominacje i wyróżnienia
W 2008 wraz z Andrzejem Borowczykiem został nominowany do nagrody Telekamery w kategorii komentatorzy sportowi.
Człowiek roku 2010 „Top Gear” – najlepszy ekspert Formuły 1 według polskiej edycji miesięcznika „Top Gear”.